# 第2回全日本女子サッカー選手権大会
第2回全日本女子サッカー選手権大会（だい2かいぜんにほんじょしさっかーせんしゅけんたいかい）は、1981年3月21日と3月22日に三菱養和会巣鴨グラウンドで開催された全日本女子選手権大会。
第1回大会と同様、女子サッカーの普及状態に鑑み「1チーム8人、4号ボール、25分ハーフ」で、ピッチも正規の3分の2の大きさでの開催し、各地域のリーグで活動するチームから8チームが参加した。
清水第八スポーツクラブが初優勝を果たしたが、この年から第8回大会まで7連覇を遂げることとなる。
最優秀選手は金田美保（清水第八スポーツクラブ）が受賞した。

## 成績
- 優勝：清水第八スポーツクラブ
- 準優勝：FCジンナン
- 第3位：高槻女子フットボールクラブ、神戸FCレディース

## 出場チーム

### 関東女子サッカーリーグ
- FCジンナン
- 養和レディース
- 元八スポーツ少年団母親チーム

### 東海女子サッカーリーグ
- 清水第八スポーツクラブ
- 清水FCママ

### 関西女子サッカーリーグ
- 高槻女子フットボールクラブ
- 神戸FCレディース
- 西山高校

## 開催方式

### 試合規定
- コートサイズ:54m×76m（正規の3分の2）
- ゴールサイズ:2m×5m（ジュニアゴール）
- 出場選手:1チーム8人（交代要員5人）
- 登録メンバー:20人
- 使用するボール:4号球
- 試合時間:50分（25分ハーフ）
- 規定時間内に決しない場合は20分の延長戦。なお決しない場合はPK戦。

### 試合会場
- 三菱養和会巣鴨グラウンド

## 結果

### 1回戦
| 1981年3月21日 13:00 |

| FCジンナン | 2 - 0 | 西山高校 |
|            |       |          |

| 三菱養和会巣鴨グラウンド |

| 1981年3月21日 14:30 |

| 神戸FCレディース | 2 - 1 | 清水FCママ |
|                  |       |            |

| 三菱養和会巣鴨グラウンド |

| 1981年3月21日 16:00 |

| 清水第八スポーツクラブ | 4 - 0 | 養和レディース |
|                        |       |                |

| 三菱養和会巣鴨グラウンド |

| 1981年3月21日 17:30 |

| 元八スポーツ少年団母親チーム | 0 - 12 | 高槻女子フットボールクラブ |
|                              |        |                            |

| 三菱養和会巣鴨グラウンド |

### 準決勝
| 1981年3月22日 9:00 |

| FCジンナン | 3 - 0 | 神戸FCレディース |
|            |       |                  |

| 三菱養和会巣鴨グラウンド |

| 1981年3月22日 10:30 |

| 清水第八スポーツクラブ | 1 - 0 | 高槻女子フットボールクラブ |
|                        |       |                            |

| 三菱養和会巣鴨グラウンド |

### 決勝
| 1981年3月22日 15:00 |

| FCジンナン | 0 - 2 | 清水第八スポーツクラブ |
|            |       |                        |

| 三菱養和会巣鴨グラウンド |